# Военная академия экономики, финансов и права
Военная академия экономики, финансов и права Вооружённых Сил Российской Федерации (1993—1994 гг.) — высшее военное учебное заведение Вооружённых Сил Российской Федерации предназначенное для подготовки офицеров с высшим военно-юридическим образованием для военных прокуратур и военных судов, офицеров с высшим военно-филологическим образованием и военных финансистов для Министерства обороны Российской Федерации, а также переподготовки и повышения квалификации офицеров — работников органов военной юстиции, военных переводчиков, военных финансистов, проведения научных исследований в сфере военно-юридических, юридических, экономических и филологических наук. В 1994 году выпускникам данного учебного заведения выдавался нагрудный знак белого цвета, соответствующий академическому образованию в ВС РФ.

## История
В связи с происходившим после распада СССР масштабным сокращением Вооруженных Сил снизилась потребность в военных юристах, переводчиках и финансистах, что отразилось на судьбе Военного Краснознаменного института. В 1993 г. на базе Военного Краснознаменного института и военно-финансового факультета при Московской финансовой академии Правительства Российской Федерации, было создано новое высшее военное учебное заведение — Военная академия экономики, финансов и права Вооруженных Сил Российской Федерации.
Подготовка военных специалистов в Военной академии экономики, финансов и права проходила на фоне сложных, нередко противоречивых социально-политических преобразований, осуществлявшихся в России в 1990-х гг. В частности проводилась политика «гуманизации и гуманитаризации, деидеологизации и департизации» учебно-воспитательного процесса. На принципиально новой основе создавались учебно-методические материалы, менялась методика преподавания. Впервые были включены в учебную программу такие учебные дисциплины как социология, политология, основы экономической теории и др. Преподаватели военно-юридических кафедр принимали участие в экспертной оценке ряда законов, в том числе Закона «О статусе военнослужащих» (1993), а также новых общевоинских уставов (1994).
Однако уже в 1994 г. на базе Гуманитарной академии Вооруженных Сил Российской Федерации и Военной академии экономики, финансов и права был создан Военный университет Минобороны России.

## Начальники
Первым и единственным начальником Академии являлся генерал-полковник Н. И. Звинчуков. 

## Структура Военной академии
Факультеты
1. Военно-юридический факультет офицеров-слушателей
2. Военно-юридический факультет курсантов
3. Факультет западных языков
4. Факультет восточных языков
5. Факультет зарубежной военной информации
6. Факультет заочного обучения (юридический)

Кафедры
1. Кафедра английского языка
2. Кафедра французского языка
3. Кафедра германских языков
4. Кафедра романских языков
5. Кафедра ближневосточных языков
6. Кафедра дальневосточных языков
7. Кафедра китайского языка
8. Кафедра теории и истории государства и права
9. Кафедра уголовного права и процесса
10. Кафедра военной администрации и административного права
11. Кафедра криминалистики
12. Кафедра экономических теорий и военной экономики (?)
13. Кафедра управления экономикой производства и ремонта вооружения и техники (?)
14. Кафедра военного страноведения
15. Кафедра военной подготовки
16. Кафедра языкознания и литературы
17. Кафедра физической подготовки и спорта